# Der Kaiser von Portugallien
Der Kaiser von Portugallien (Originaltitel: Kejsarn av Portugallien) ist ein Roman der schwedischen Schriftstellerin Selma Lagerlöf. Der Roman erschien 1914 und handelt von der übermäßigen Liebe eines Vaters zu seiner Tochter: Um die unerfreuliche Wirklichkeit, dass seine Tochter eine Prostituierte geworden ist, zu verdrängen, erfindet er sich eine Scheinwelt, in der seine Tochter eine Kaiserin, er selbst aber der „Kaiser von Portugallien“ ist.

## Handlung
Der Roman spielt im Värmland in der zweiten Hälfte des 19. Jahrhunderts. - Der torpare Jan i Skrolycka ist ein unglücklicher Mensch, der an nichts Freude empfindet und mit sich und der Welt unzufrieden ist. (Ein torpare war in Schweden ein Kleinbauer, der kein eigenes Land besaß, sondern auf dem Grund und Boden eines anderen Bauern siedelte, dem er dafür Tagewerke schuldete.) Auch seine Frau Kattrina hat er nicht aus Liebe geheiratet, sondern nur, um endlich einen eigenen Hausstand gründen zu können.
Eines Tages verändert sich Jans ganzes Leben: Als seine Tochter Klara Fina Gulleborg, genannt Klara Gulla, geboren wird, durchströmt ihn auf einmal ein tiefes Gefühl von Glück und Liebe. Klara Gulla wächst zu einem klugen und schönen Mädchen heran. Zwischen ihr und ihrem Vater besteht eine sehr enge vertrauensvolle Bindung.
Als Klara Gulla 18 Jahre alt ist, stirbt Jans Herr Erik i Falla. Hoferbe wird sein böser Schwiegersohn Lars Gunnarsson. Dieser verlangt von Jan 200 Reichstaler, damit Jan sein kleines Anwesen behalten kann. Diese Summe, die bis zum 1. Oktober zu zahlen ist, hat Jan nicht. Da nun der Verlust des Heimes droht, bietet sich Klara Gulla an, in die Stadt zu gehen und das Geld zu verdienen. Obwohl Jan merkt, dass Klara Gulla von der Sehnsucht nach der weiten Welt getrieben wird, willigt er ein.
Klara Gulla geht nach Stockholm. Zum 1. Oktober schickt sie pünktlich die nötigen 200 Reichstaler, kehrt selbst aber nicht wieder. Im Laufe der Zeit dringen Nachrichten und Gerüchte zu Jan und Kattrina, aus denen sich ergibt, dass Klara Gulla eine Prostituierte geworden ist. Jan deutet diese Nachrichten freilich ganz anders: Seine Tochter ist zu ungeahnter Macht und Herrlichkeit aufgestiegen und Kaiserin geworden. Er selbst ist jetzt Kaiser Johannes von Portugallien. Erik i Fallas Witwe schenkt ihm Eriks alten Stab und Ledermütze, von einer Verwandten erhält Jan ein paar Blechsterne. Dies deutet Jan als Zeichen von Klara Gulla und betrachtet die Gaben als Kaiserinsignien. Gleichzeitig mit seiner Erhöhung zum Kaiser hat Jan seherische Fähigkeiten erworben, die ihm ermöglichen, vielen Menschen Gutes zu tun.
Nach 15-jähriger Abwesenheit kommt Klara Gulla nach Hause. Sie hat sich eine neue Existenz aufgebaut, indem sie auf der Fähre von Malmö nach Lübeck ein Restaurant betreibt. Sie will nun ihre Eltern zu sich nach Malmö holen. Als sie aber ihren Vater in seiner „Kaiserwürde“ sieht, wendet sie sich angewidert ab. Sie besorgt ihrem Vater eine Unterkunft in der Heimatgemeinde und macht sich mit der Mutter auf die Reise nach Malmö. Gerade als der Dampfer, mit dem Klara Gulla und Kattrina von der Heimatgemeinde wegfahren wollen, von der Brücke ablegt, kommt Jan angerannt. Er glaubt, dass böse Mächte seine Tochter entführen wollen. Er springt ins Wasser, um dem Schiff nachzuschwimmen, und ertrinkt.
Klara Gulla versucht vergebens, die Leiche ihres Vaters bergen zu lassen. Nach kurzer Zeit stirbt auch die Mutter, und zwar aus Kummer, weil sie Jan verlassen wollte. Als die Mutter beerdigt werden soll, wird auch die Leiche des Vaters gefunden. Beide werden zusammen zu Grabe getragen. Nun erkennt Klara Gulla, wie sehr ihr Vater sie geliebt hat.

## Bedeutung
Kejsarn av Portugallien gehört wie Gösta Berling und Liljecronas Heim zu den Werken Selma Lagerlöfs, in denen sie an die Landschaft und die Erinnerungen ihrer Kindheit anknüpft. Der Roman spielt in Selma Lagerlöfs Heimatgemeinde Östra Ämtervik, und viele aus Gösta Berling bekannte Ortsnamen (Lövdala, Bro, Svartsjö etc.) und selbst Personennamen (Liljecrona) tauchen wieder auf. Im Gegensatz zu Gösta Berling bietet Kejsarn av Portugallien freilich keine romantischen Sagen und Liebesabenteuer, sondern eine realistische Schilderung des Lebens insbesondere der kleinen Leute. Viele Sitten und Bräuche werden lebendig gemacht, die armselige Lebensweise der torpare wird eindringlich geschildert.
Der Roman basiert teilweise auf realen Personen und Ereignissen. Einen torpare namens Jan i Skrolycka, der sich einbildete, Kaiser von Portugallien zu sein, gab es in Selma Lagerlöfs Heimatgemeinde wirklich. Hinter der Figur des Leutnant Liljecrona verbirgt sich Selma Lagerlöfs eigener Vater (nicht zu verwechseln mit dem Liljecrona aus Gösta Berling und Liljecronas hem, welcher ihrem Großvater väterlicherseits nachgebildet ist). Lövdala ist ein Deckwort für Mårbacka, das Gut von Selma Lagerlöfs Familie, und unter den – namenlosen – Mädchen von Lövdala ist sogar Selma Lagerlöf selbst als junges Mädchen zu erkennen.
Inhaltlich behandelt der Roman trotz seiner Kürze (etwa 170 Seiten) eine vielschichtige Thematik. Zunächst geht es, wie so oft bei Selma Lagerlöf, um die Liebe und ihre Macht. Vor allem aber ist Kejsarn av Portugallien eine intensive Studie von Jans Psychose. Letztlich legt Selma Lagerlöf hier ein allgemein menschliches Verhalten offen, da jeder Mensch in gewissem Umfang zu Selbstbetrug und Wunschdenken neigt. Zugleich ist der Roman eine Abhandlung über das vierte Gebot („Du sollst Vater und Mutter ehren“), das bei Selma Lagerlöf immer eine große Rolle spielt. Klara Gulla hat gegen das vierte Gebot verstoßen, indem sie ihren Vater abgelehnt hat, und indem sie ihre Mutter gezwungen hat, den Vater zu verlassen. In die Haupthandlung des Romans sind mehrere Nebenhandlungen integriert, die alle etwas mit der Beziehung von Kindern zu ihren Eltern zu tun haben und in denen jeweils auch Jan eine Rolle spielt.
Auch die Angst vor dem Verlust des Heims, Selma Lagerlöfs eigene traumatische Kindheitserfahrung und schon in Nils Holgersson thematisiert, ist ein wichtiges Motiv. Das Gleiche gilt für Klara Gullas Sehnsucht nach dem Aufbruch aus der engen Heimat, ein ebenfalls aus Nils Holgersson, aber auch aus Jerusalem bekanntes Motiv. Selma Lagerlöf, selbst Verfechterin der Frauenemanzipation, zeigt hier durchaus Verständnis für Klara Gullas Wunsch. Auch die Thematik, dass jemand, der zum Außenseiter geworden ist, Gutes tut, kommt bei Selma Lagerlöf häufig vor. Außer an Nils Holgersson ist hier vor allem an Sven Elversson aus Bannlyst zu erinnern.
In gewisser Weise ist Jan i Skrolycka auch ein verstecktes Selbstporträt Selma Lagerlöfs: Sowohl im Bezug auf die (literarische) Veränderung und Verschönerung der Wirklichkeit als auch hinsichtlich der problematischen Rolle als „öffentliche Person“ sieht Selma Lagerlöf Parallelen zwischen sich und Jan.
In sprachlicher Hinsicht zeigt sich Selma Lagerlöf in Kejsarn av Portugallien auf der Höhe ihrer Kunst. Ihre einzigartige Episodentechnik hat sie hier zur Perfektion gebracht. Jedes Kapitel ist eine kleine in sich abgeschlossene Erzählung mit einem raffinierten Aufbau, einer kunstvollen Steigerung und häufig einer gut platzierten, überraschenden Pointe. Geschickt wechselt Selma Lagerlöf die Erzählperspektive, wenn sie Jans Kaiserideen aus seiner eigenen Perspektive erzählt (und es damit verhindert, ihn lächerlich zu machen), Jans gute Taten aber immer von Dritten wiedergeben lässt. Die Sprache selbst ist schlicht, einfach, scheinbar (aber nur scheinbar!) naiv.